# Tyulen Island
Tjulen Island (englisch; bulgarisch остров Тюлен ostrow Tjulen, deutsch ‚Pelzrobbeninsel‘) ist eine größtenteils vereiste, in westsüdwest-ostnordöstlicher Ausrichtung 1 km lange und 530 m breite Insel in der Gruppe der Dannebrog-Inseln im Wilhelm-Archipel vor der Graham-Küste des Grahamlands auf der Antarktischen Halbinsel. Sie liegt 3,2 km südwestlich von Kalmar Island, 1,4 km nordwestlich von Meduza Island und 135 m nordöstlich von Lamantin Island.
Britische Wissenschaftler kartierten sie 2001. Die bulgarische Kommission für Antarktische Geographische Namen benannte sie 2020 deskriptiv, da sie in ihrer Form entfernt an eine Pelzrobbe erinnert.